# 浜田信義
濱田 信義（はまだのぶよし、1936年-　) は、日本の構造家。建築技術者。日建設計理事・東京本社設計本部技術室や防災計画室長を経て濱田防災計画研究室を主宰。新宿NSビルで昭和57年度日本建築学会賞。2012年度第12回日本建築家協会25年賞受賞。
著書に、「建築大百科事典」（朝倉書店）「図解火災安全と建築設計」（日本建築学会 編、2009年）、新建築学大系 34.「事務所・複合建築の設計」「建築の防災計画」（いずれも共著）がある。